# 輝夜月
輝夜 月（かぐや るな、Kaguya Luna）は、主にYouTube、SHOWROOMで活動していたバーチャルYouTuber。株式会社VIC（事務所）、SACRA MUSIC（レコードレーベル）所属。

## 概要
キャラクターデザインはイラストレーターのMika Pikazoによる。黒と和を基調とした服装に赤青黄色や近未来的な要素がちりばめられている。演者は自身も動画クリエイター・声優として活動するP丸様。。
動画の明るさと酩酊感から「観るストロングゼロ」、特有の声質から「首を絞められたハム太郎」などともいわれる。キズナアイ、ミライアカリ、電脳少女シロ、バーチャルのじゃロリ狐娘Youtuberおじさんらと並んで「バーチャルYouTuber四天王」とされ、バーチャルYouTuberブームの火付け役の一人とされる。
2017年12月4日にチャンネルを開設。2週間ほどでチャンネル登録者数が2万人を超える。初投稿の動画の再生回数は2018年6月の時点で260万回を超え、チャンネル開設後間もなく人気を得た。2018年11月の時点でバーチャルYouTuberの中では、投稿動画の平均再生数は1位、チャンネル登録者数は2位の86万人であった。2019年10月8日にはチャンネル登録者数が一時100万人を突破した。
公式ファンクラブの名前は「LUNAfam」、公式のアパレルブランド「Beyond The Moon」も展開している。

### 設定
設定やコンセプトは非常に少ない。動画収録でも台本はほとんど用いられない。このことを活動スタッフは「月ちゃんは、本当にそのまま月ちゃん」と表現している。設定が少ないことはバーチャルYouTuberとしては珍しく、キャラクター設定と演者のパーソナリティーが徐々に混一していき、独特のキャラクターが出来上がるというバーチャルYouTuberの特色が、最も活きる作りである、とライターのたまごまごは述べている。また、設定が殆どないため、発言との整合性が取れなくても問題ではないという長所もある。
尚、本人へのインタビューによると、10月30日生まれ竹座の143歳を自称している。血液型は[クワ型]。バーチャルYouTuberを始める前に何をしていたか尋ねられると、竹の中だったと答える。

### トーク
トークには一定の評価があり、破壊的、振り切った、剛速球、などと表現される。トークの編集はジェットカットという、YouTuberが編み出した動画のテンポをあげる手法が使われている。トークの収録は、冒頭とオチだけが決まっていて、残りのパートはすべて彼女がフリートークをするという方式で、台本はほぼない。全体として動画の雰囲気は、深夜番組にもたとえられる。

## 略歴
2018年
- 5月、インドネシアでイベントを行った。
- 7月13日、ソニー・ミュージックエンタテインメント内レーベルのSACRA MUSICとアーティスト契約を結んだことを発表。8月31日に自身初となるワンマンライブを実施した。会場は今回の企画のために開設される「Zepp VR」で、動員は約5000人、VR空間でのライブはこれが世界初であると複数のメディアで喧伝された。
- 12月4日、TOKYO MXにて地上波初となる冠番組『輝夜月のTALKIN’ on the Moon』が放送された。トークバラエティで、ゲストはLiSAとキズナアイ。
- 12月22日、日清食品の「どん兵衛」とのコラボレーション企画の一環として、コラボ動画を公開した。また12月24日から12月30日まで東京駅中央通路に輝夜月のイラストを用いた広告が掲示されたり、グッズが販売されるなどした。

2019年
- 6月24日、日清焼そばU.F.O.のコラボ企画として「もっとも標高の高いところで行なわれたスマートフォンでのライブストリーミング」でのギネス世界記録に挑戦した。モンゴル高原でスマートフォンとカップ麺をバルーンに付けた機体を放ち、高度25km地点で30秒以上のストリーミング配信持続を行いギネス記録を達成、その後も上昇を続け最終的には高度3万mに達成した。

2020年
- 10月30日、Twitter上で「さんきゅうみんな本当に愛してる信じてほしい」と発言して以降、Twitter、YouTubeともに更新されておらず、事実上の活動休止状態となっている。

2021年
- 9月28日、運営サイドがファンクラブのサービス終了を発表。事実上の引退状態となる。

## 出演

### テレビ番組
- 輝夜 月のTALKIN' on the Moon（2018年12月4日・12月11日、TOKYO MX）

### インターネットテレビ
- THE MOON STUDIO presents 「LUNA TV」（2018年12月9日 - 、ニコニコ生放送・YouTube Live）[31]
  - YouTube Liveでは前半部のみ視聴可、後半部はニコニコチャンネル有料会員のみ視聴可。

### イベント
2018年
- AI Party! 〜Birthday with U〜（6月30日）
- 輝夜 月VR LIVE@Zepp（8月31日）

2019年
- 輝夜 月VR LIVE@ZeppVR 2（5月1日）
- SACRA MUSIC FES.2019 -NEW GENERATION-（5月18日 - 5月19日）
- A.I. Party! 2019 ～ hello, how r u? ～（6月30日）

### ラジオ
- ミュ〜コミ+プラス（2019年2月4日）[37]

### CM
- 日清焼そばU.F.O.「マキシマム ザ 輝夜月2 篇 2020」（2019年）[38]

## 漫画
- 原作：輝夜月、漫画：相島桃志郎 『輝夜月のルナマンガ!』 KADOKAWA刊　「ルナマンガ」Twitterアカウント連載
  - 2018年8月31日発売、ISBN 978-4-04-065011-1[39]
- 原作：輝夜月、漫画：おのでらさん 『輝夜月ガチ勢の日常』 講談社 最前線「ツイ4」連載
  - 2019年2月10日発売、ISBN 978-4-06-514849-5[40]

## ディスコグラフィ

### シングル
|     | タイトル                     | 発売日        | 規格     |
| --- | ---------------------------- | ------------- | -------- |
| 1st | Beyond the Moon              | 2018年8月30日 | 音楽配信 |
| 2nd | Dirty Party feat. エビーバー | 2018年12月9日 | 音楽配信 |
| 3rd | NEW ERA                      | 2019年4月1日  | 音楽配信 |
| 4th | Dance With Cinderella !      | 2019年6月26日 | 音楽配信 |

### アルバム
|     | タイトル | 発売日        |
| --- | -------- | ------------- |
| 1st | ☓☓☓      | 2020年1月15日 |

## ジャスティン・エビーバー
ジャスティン・エビーバーは、輝夜月に作られた落書きを称するゆるキャラである。外見はエビフライそのものだが、本人によると人魚姫であるらしい。「流行に乗っていたい」が為、「歩く#（ハッシュタグ）」を自称している。口癖は「（お前）頭おかしなったんか」。